# Paolo Nori
Paolo Nori (Parma, 20 maggio 1963) è uno scrittore, traduttore e blogger italiano.

## Biografia
(Paolo Nori)
Paolo Nori nasce e vive a Parma nel quartiere Montebello. Si iscrive all’Istituto tecnico «Macedonio Melloni», ma ottiene il diploma c.f.p. in ragioneria, nel 1983. Successivamente lavora come ragioniere in Algeria, Iraq e Francia.
Tornato in Italia, s'iscrive all'università. Dal 1988 al 1994 studia lingua e letteratura russa presso l'Università di Parma, conseguendo la laurea con una tesi sul poeta Velimir Chlebnikov.
Successivamente esercita a tempo parziale, per un certo periodo, l'attività di traduttore di manuali tecnici dal russo. Alla redazione della rivista modenese Il semplice (1995-1997) conosce Ermanno Cavazzoni, Gianni Celati, Ugo Cornia, Daniele Benati, con i quali collabora per anni, cominciando a pubblicare i suoi scritti. Il suo stile è influenzato, da una parte, dall'ambiente dove è nato e vissuto e, dall'altra, dalle correnti letterarie dell'avanguardia russa. Nel 1999 pubblica il suo primo romanzo, Le cose non sono le cose.
Nello stesso anno conosce Francesca. Dall'unione nasce nel 2004 la figlia Irma.
Nel 2006 è fondatore e redattore della rivista L'Accalappiacani (2006-2010), edita da DeriveApprodi,. Nori è anche fondatore e curatore della rivista Qualcosa, edita da Sempremai. Collabora con alcuni quotidiani tra cui Libero, Il Foglio, il Fatto Quotidiano e il manifesto. Ha un blog su il Post.
Il 24 marzo 2013 viene investito da una moto presso Casalecchio di Reno (BO), dove vive, ed è stato ricoverato in gravi condizioni all'Ospedale Maggiore di Bologna. Si è poi ripreso. Si era però diffusa la voce della sua morte, cosa successa anche in occasione di un precedente incidente, nel 1999. Lui stesso racconta queste esperienze nel podcast "Due volte che sono morto". Non è l'unico podcast di cui è stato protagonista: nel 2020 è stato distribuito su tutte le piattaforme "Paolo Nori legge".
Dal 2018 è professore alla Libera università di lingue e comunicazione IULM di Milano dove tiene il corso di Traduzione editoriale: narrativa e saggistica (Russo I e Russo II).
Dal 2021 organizza e promuove corsi di scrittura creativa con la Scuola Karenin di Bologna, da lui fondata.
Nel 2025 con il romanzo Chiudo la porta e urlo è finalista al Premio Strega.

## Produzione letteraria

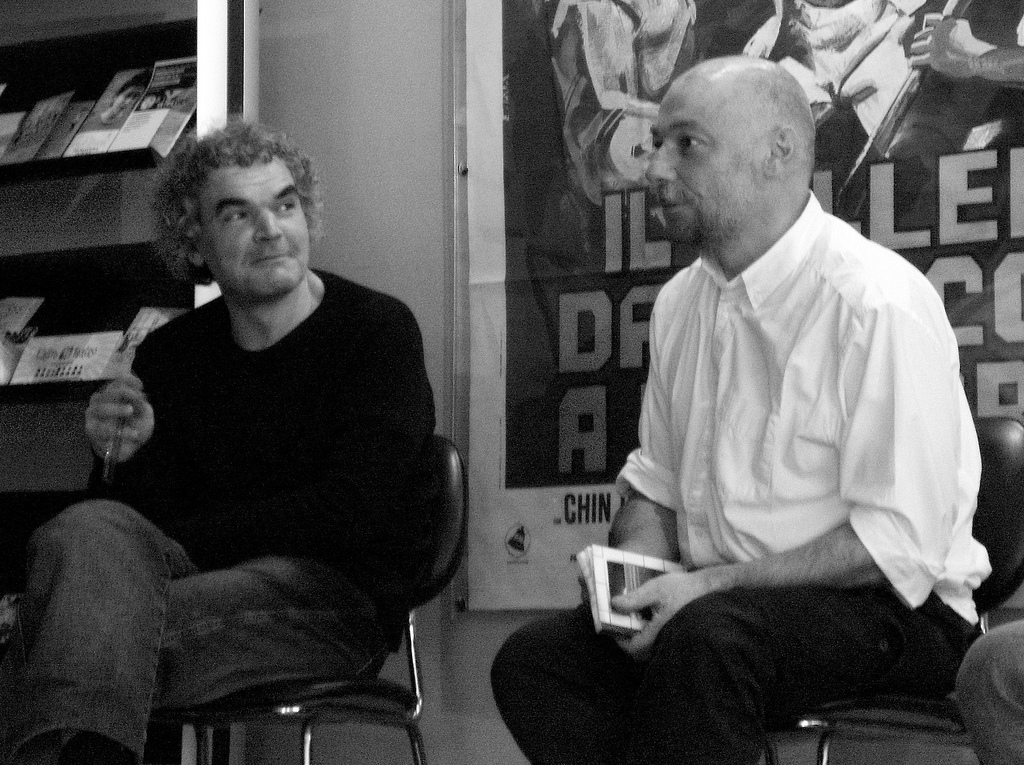
Paolo Nori (a destra) con lo scrittore ceco Patrik Ouředník (a sinistra).

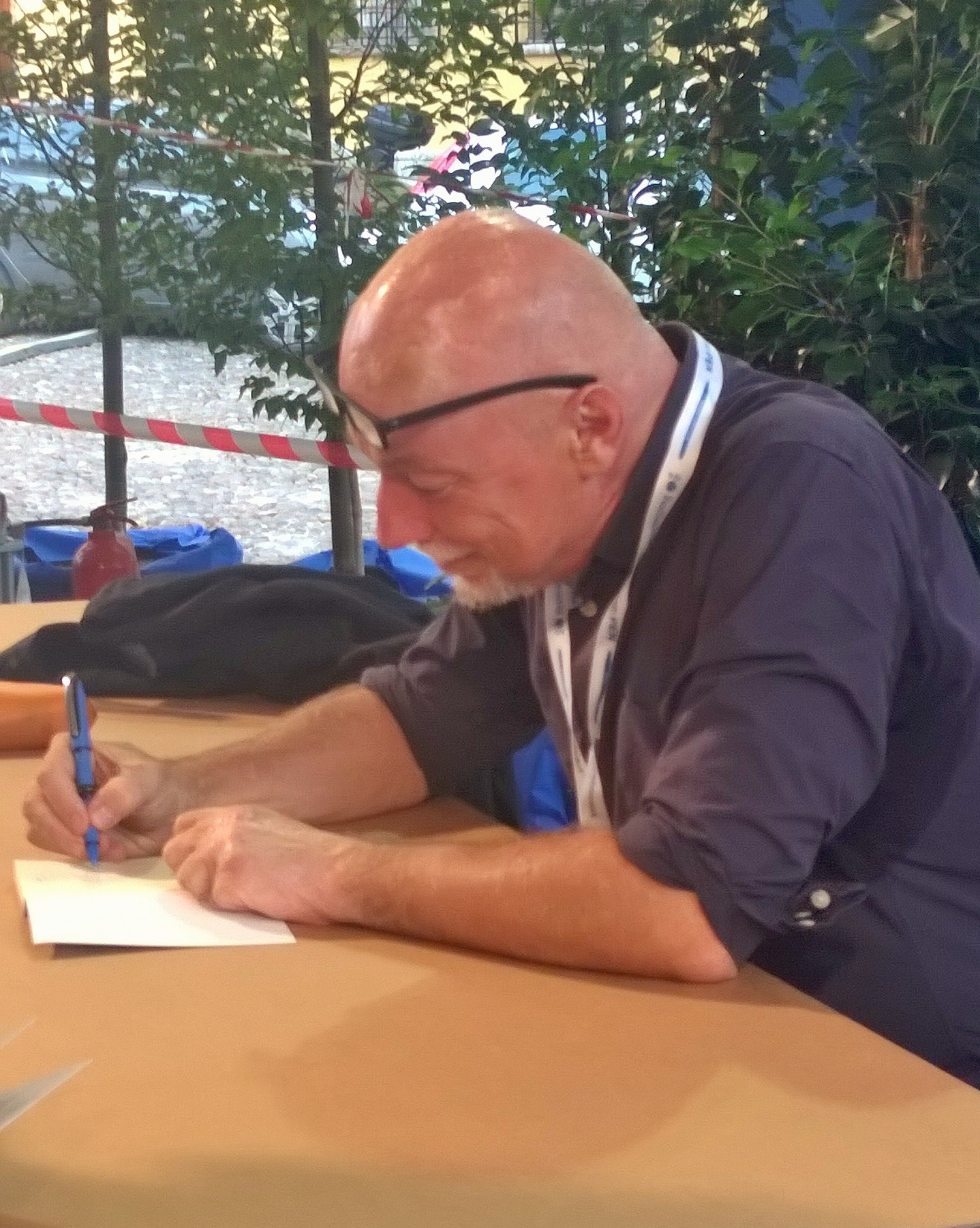
Paolo Nori al Festivaletteratura 2016

### Romanzi
- Le cose non sono le cose (Fernandel, 1999, poi DeriveApprodi, 2009)
- Bassotuba non c'è (DeriveApprodi, 1999, poi Einaudi 2000 e Feltrinelli, 2009)
- Spinoza (Einaudi, 2000, poi Marcos y Marcos, 2016)
- Diavoli (Einaudi, 2001)
- Grandi ustionati (Einaudi, 2001, poi Marcos y Marcos, 2012)
- Si chiama Francesca, questo romanzo (Einaudi, 2002, poi Marcos y Marcos, 2012, poi Mondadori, 2025)
- Gli Scarti (Feltrinelli, 2003, poi Mondadori, 2025)
- Storia della Russia e dell'Italia (Fernandel, 2003), con Marco Raffaini
- Pancetta (Feltrinelli, 2004)
- Ente nazionale della cinematografia popolare (Feltrinelli, 2005)
- I quattro cani di Pavlov (Bompiani, 2006)
- Noi la farem vendetta (Feltrinelli, 2006)
- La vergogna delle scarpe nuove (Bompiani, 2007)
- Tre discorsi in anticipo e uno in ritardo (DeriveApprodi, 2007)
- Siam poi gente delicata: Bologna Parma, novanta chilometri (Laterza, 2007)
- Mi compro una Gilera (Feltrinelli, 2008)
- Pubblici discorsi (Quodlibet, 2008)
- Baltica 9. Guida ai misteri d'oriente (Laterza, 2008), con Daniele Benati
- I libri devono essere magri (Tre Lune, 2008)
- Esattamente il contrario (Drago Edizioni, 2009), con disegni di Fausto Gilberti
- I malcontenti (Einaudi, 2010)
- A Bologna le bici erano come i cani (Ediciclo, 2010)
- La matematica è scolpita nel granito. Diari del Cabudanne de sos poetas 2006-2010 (Perda Sonadora Imprentas, 2010)
- La meravigliosa utilità del filo a piombo (Marcos y Marcos, 2011)
- Presente (Einaudi, 2012), con Giorgio Vasta, Michela Murgia e Andrea Bajani
- Tredici favole belle e una brutta (Rizzoli, 2012), con illustrazioni di Yocci
- Garibaldi fu ferito. E noi? (Il Sole 24 ore, 2012)
- La banda del formaggio (Marcos y Marcos, 2013)
- La Svizzera (Il Saggiatore, 2013)
- Mo mama (da chi vogliamo essere governati?) (Chiarelettere, ottobre 2013)
- Si sente? Tre discorsi su Auschwitz (Marcos y Marcos, gennaio 2014)
- Scuola elementare di scrittura emiliana per non frequentanti con esercizi svolti (Corraini, 2014)
- Siamo buoni se siamo buoni (Marcos y Marcos, 2014)
- La bambina fulminante  (Rizzoli, 2015)
- La piccola Battaglia portatile (Marcos y Marcos, 2015)
- Repertorio dei matti della città di Bologna (Marcos y Marcos, 2015)
- Manuale pratico di giornalismo disinformato (Marcos y Marcos, 2015)
- Paolo Nori riscrive il Morgante di Luigi Pulci (Rizzoli, 2016)
- Le parole senza le cose (Laterza, 2016)
- Undici Treni (Marcos y Marcos, 2017)
- Strategia della crisi (Città Nuova, 2017)
- Sei città (Marcos y Marcos, 2017), con Tim Kostin
- Fare pochissimo (Marcos y Marcos, 2017), sotto lo pseudonimo Paolo Onori
- La grande Russia portatile (Salani, 2018)
- I russi sono matti. Corso sintetico di letteratura russa 1820-1991 (UTET, 2019)
- Che dispiacere (Salani, 2020)
- Sanguina ancora. L'incredibile vita di Fëdor M. Dostoevskij (Mondadori, 2021)
- A cosa servono i gatti (illustrazioni di Andrea Antinori, Terre di mezzo, 2021)
- Vi avverto che vivo per l'ultima volta. Noi e Anna Achmatova (Mondadori, 2023)
- Una notte al Museo Russo (Laterza, 2024)
- Chiudo la porta e urlo (Mondadori, 2024)

### Antologie
- Ma il mondo non era di tutti? (Autori Vari, a cura di Paolo Nori, Marcos y Marcos, 2016)

### Traduzioni
- Daniil Charms, Disastri, (Einaudi, 2003; Marcos y Marcos, 2011)
- Lermontov, Un eroe del nostro tempo (Feltrinelli, 2004; Marcos y Marcos, 2017)
- Puškin, Umili prose (Feltrinelli, 2006)
- Gogol', Anime morte (Feltrinelli, 2009)
- Turgenev, Padri e figli (Feltrinelli, 2010)
- Velimir Chlebnikov, 47 poesie facili e una difficile (Quodlibet, 2009)
- Gončarov, Oblomov (Feltrinelli, 2012)
- Lev Tolstoj, Chadži-Murat (Voland, 2010, Garzanti 2020)
- Lev Tolstoj, La morte di Ivan Il'ič (Feltrinelli, 2014)
- Erofeev. Mosca-Petuskì. Poema ferroviario (Quodlibet, 2014);  se ne può ascoltare la lettura qui)
- Anton Čechov, La steppa, (Quodlibet)
- Dostoevskij, Memorie del sottosuolo (Garzanti, 2022)
- Gogol’, Dostoevskij, Tolstoj, Tre matti (antologia che comprende le Memorie di un pazzo di Gogol, Il sogno di un uomo ridicolo di Dostoevskij e le Memorie di un pazzo di Tolstoj, Marcos y Marcos 2014)
- Leskov, Tre giusti (antologia che comprende L’angelo sigillato, A proposito della sonata a Kreutzer e L’uomo di sentinella, Marcos y Marcos 2016)
- Arkadij e Boris Strugackij, Un miliardo di anni prima della fine del mondo, (Marcos y Marcos 2017)
- Michail Afanas'evič Bulgakov, Le memorie di un giovane medico (Marcos y Marcos 2017)
- Com’è andata veramente tra Maša e Orso (Gallucci 2017)
- Anton Čechov, Van’ka (orecchioacerbo 2018)
- Gogol', Racconti di Pietroburgo (Marcos y Marcos 2018)
- Gogol', La notte prima di Natale (Garzanti 2019)
- Arkadij e Boris Strugackij, Picnic sul ciglio della strada (Marcos y Marcos 2022), con Diletta Bacci

### Curatele
- il Repertorio dei matti della città di Bologna (Marcos y Marcos 2015)
- il Repertorio dei matti della città di Milano (Marcos y Marcos 2015),
- il Repertorio dei matti della città di Torino (Marcos y Marcos 2015),
- il Repertorio dei matti della città di Roma (Marcos y Marcos 2015),
- il Repertorio dei matti della città di Cagliari (Marcos y Marcos 2016),
- il Repertorio dei matti della città di Parma (Marcos y Marcos 2016),
- il Repertorio dei pazzi della città di Andria (Marcos y Marcos 2016),
- il Repertorio dei matti della città di Livorno (Marcos y Marcos 2016),
- il Repertorio dei matti della città di Andria e della Capitanata (Marcos y Marcos 2017),
- il Repertorio dei matti della città di Reggio Emilia (Marcos y Marcos 2017),
- il Repertorio dei matti della città di Genova (Marcos y Marcos 2017),
- il Repertorio dei matti della città di Prato (Marcos y Marcos, maggio 2018),
- il Repertorio dei matti del Canton Ticino (Marcos y Marcos, ottobre 2019),
- il Repertorio dei matti della letteratura russa (Salani 2021).